# National Geographic Polska
National Geographic Polska – miesięcznik popularnonaukowy poświęcony geografii, odkryciom, historii, przyrodzie, nauce, kosmosowi i antropologii, ukazujący się od października 1999 roku. Jest to polska wersja językowa amerykańskiego magazynu National Geographic. 
Należy do rodziny publikacji spod znaku National Geographic razem z National Geographic Traveler i National Geographic Kids. Wydawcą i licencjobiorcą National Geographic Polska jest Burda Media Polska. Redaktorem naczelnym pisma jest Łukasz Załuski (od kwietnia 2023 roku). Na łamach magazynu można znaleźć rozbudowane reportaże polskich i zagranicznych dziennikarzy poświęcone najnowszym odkryciom naukowym, archeologicznym i paleontologicznym, przyrodzie, historii, medycynie. Czasopismo porusza także tematy społeczne, opisuje konflikty na świecie i efekty zmian klimatycznych. „National Geographic Polska” jest znane z wysokiej jakości fotografii, ilustracji, graficznych rekonstrukcji, map i infografik. W 2024 roku magazyn został finalistą konkursu Popularyzator Nauki w kategorii Media. 
Główne hasło magazynu brzmi: „Im lepiej poznamy naszą planetę, tym lepiej będziemy potrafili o nią zadbać.”

## Wydarzenia organizowane przez „National Geographic Polska”
„National Geographic Polska” organizuje wydarzenia towarzyszące magazynowi i mające na celu promocję nauki i fotografii:
- Wielki Konkurs Fotograficzny, który stał się jednym z najważniejszych wydarzeń fotograficznych w Polsce. Pierwsza edycja konkursu odbyła się w 2004 roku. Od tego czasu w Wielkim Konkursie Fotograficznym wzięło udział ponad 100 tysięcy osób, które nadesłały prawie milion zdjęć. W jury zasiadali znani polscy fotografowie i podróżniczy. m.in. Tomasz Tomaszewski, Martyna Wojciechowska, Paweł Młodkowski, Marek Arcimowicz i Adam Brzoza. Konkurs był wielokrotnie nagradzany, m.in. przez miesięcznik branżowy „Press” i Towarzystwo National Geographic w Waszyngtonie, które w 2006 roku postanowiło rozwinąć polską inicjatywę i zamienić ją w międzynarodowe wydarzenie[2].
- Travelery – polską nagrodę podróżniczą przyznawaną polskim eksploratorom za wybitne odkrycia geograficzne. Nagroda była przyznawana od 2006 roku do 2021 roku[3].
- Nowy poczet Jagiellonów to projekt zainicjowany w 2024 roku, którego celem jest zrewidowanie powszechnych wyobrażeń na temat wyglądu władców z dynastii Jagiellonów i stworzenie wizerunków zgodnych z aktualnym stanem wiedzy historycznej. Opiekunem merytorycznym projektu była prod. Bożena Czwojdrak z Uniwersytetu Śląskiego, a za wizualizacje odpowiadał rysownik Marcin Bondarowicz. Nowe portrety Jagiellonów zostały zaprezentowane po raz pierwszy 20 marca 2025 roku podczas konferencji prasowej w Warszawie[4].

## Redaktorowie naczelni
Od pierwszego wydania w 1999 roku zespół redakcyjny „National Geographic Polska” prowadziło pięcioro redaktorów naczelnych.
1. Dariusz Raczko (1999–2004),
2. Marcin Jamkowski (2004–2007),
3. Martyna Wojciechowska (2007–2017),
4. Agnieszka Franus (2017–2023)
5. Łukasz Załuski (od 2023).

## Wydania specjalne
Poza 12 wydaniami „National Geographic Polska” cztery razy w roku ukazują się monograficzne wydania specjalne poświęcone różnym obszarom wiedzy. W 2025 roku ukazały się następujące wydania specjalne: „Gladiatorowie”, „Papież Franciszek” i „Tajemnice kosmosu”. 

## Serwis internetowy
Redakcja National Geographic Polska tworzy również serwis internetowy National-Geographic.pl o tematyce popularnonaukowej i podróżniczej. Główne kategorie na stronie to: Nauka, Ludzie, Technologia, Przyroda, Historia, Kosmos, Fotografia i Kierunki. W czerwcu 2024 roku serwis osiągnął w badaniu Mediapanel 2 271 438 unikalnych użytkowników i 6 418 715 odsłon.
Treści „National Geographic Polska" są również dostępne na Facebooku i na Instagramie. 